# Boris Dorfman
Boris Dorfman (născut Boruh Dorfman; în idiș ‏באָריס (ברוך) דאָרפמאַן; în rusă Борис Дорфман; n. 23 mai 1923, Cahul, România – d. 23 martie 2022, Lviv, Regiunea Liov, Ucraina) a fost un publicist, cercetător al culturii evreiești și personalitate publică din Ucraina, evreu născut în Basarabia.

## Biografie
S-a născut în orașul Cahul din județul omonim, Basarabia (România interbelică), în familia lui Mendel și Molka Dorfman, originari din Hîncești. Bunicii săi și sora Polia au fost uciși în timpul celui de-Al Doilea Război Mondial. Părinții au fost arestați de sovietici la 7 iulie 1940 sub pretextul comportamentului antisovietic și al sionismului și au fost deportați ulterior, iar proprietățile lor, inclusiv marea bibliotecă, au fost confiscate și distruse. Tatăl său a murit în Karaganda în 1942, în timp ce mama a reușit să se întoarcă la Chișinău în 1947, unde s-a dedicat activităților sioniste. 
A studiat ingineria la Chișinău în 1940 și, ulterior, odată cu începerea războiului a participat la fortificarea frontierei, iar mai târziu în Stalingrad, Saratov și Kiseliovsk. După război, a studiat tehnologia materialelor la Moscova. După perioade dificile de colectivizare și persecuție în Chișinău din 1947 până în 1949, s-a mutat la Liov în 1949, unde a locuit de atunci. În 1952 s-a căsătorit cu filologa Beta Retschister. Cu ea are un fiu, Michael, care trăiește în SUA și este un publicist cunoscut, și o fiică.
A lucrat ca inginer civil în Ucraina sovietică, inclusiv la Opera din Liov. Încă din perioada sovietică, a fost dedicat jurnalismului evreiesc și a ajutat la distribuirea singurei reviste evreiești sovietice, Sovetish heymland.
În Ucraina independentă a devenit membru activ al renașterii vieții evreiești din Liov, pentru o vreme a fost membru al consiliului de administrație al Societății Șalom Aleihem și cofondator și redactor al ziarului Șofar, care este publicat din 1990. În calitate de ghid al orașului, a participat activ la evenimentele din viața orașului în ultimele decenii și era un interlocutor important în lecturi și discuții pe teme evreiești. A fost ultimul locuitor din Liov care încă mai vorbea limba idiș.